# クリッピング手術
クリッピング手術（クリッピングしゅじゅつ）とは、脳動脈瘤の根元部分をチタン製のクリップで挟むことで、血流を遮断することによって瘤の破裂を予防する手術である。

## 概要
クリッピング術は、開頭して瘤の根元部分に洗濯ばさみのようなチタン製のクリップをかけて瘤の破裂を予防するものである。この治療法は50年以上前に開発され、手術用顕微鏡の導入とともに進歩してきた。
この方法によれば瘤が再増大する可能性は10年間で数%程度に抑えられることが証明されている。しかし開頭を行なわねばならないこと、瘤によっては到達してクリップを行うために周囲の脳や血管を損傷する可能性があり、合併症が問題となっている。そのため、術者には高度な技術と経験が必要とされる。